# 사카모토 쇼고 (가수)
사카모토 쇼고(일본어:  阪本 奨悟, 1993년 6월 13일 ~ )는 일본의 싱어송라이터 겸 배우이다. 효고현 니시노미야시 출신이며, Don-crew 소속이다.